# Omphalea grandifolia
Omphalea grandifolia är en törelväxtart som beskrevs av Elmer Drew Merrill. Omphalea grandifolia ingår i släktet Omphalea och familjen törelväxter.
Artens utbredningsområde är Filippinerna. Inga underarter finns listade i Catalogue of Life.